# اتلو (فیلم ۱۹۶۵)
اتلو (به انگلیسی: Othello) فیلمی در ژانر درام و تاریخی به کارگردانی استوارت برج است که در سال ۱۹۶۵ منتشر شد. از بازیگران آن می‌توان به مگی اسمیت، فرانک فینلی، جویس ردمن، درک جاکوبی و لارنس الیویه اشاره کرد.